# Espoliação legal
Espoliação legal é o ato de tirar de alguém aquilo que lhe pertence e dar a outra pessoa o que não lhe pertence  usando para tal o aparato legal do Estado, transformando em algo coerente com a lei um ato que seria considerado um crime se fosse cometido por um cidadão qualquer. O termo foi cunhado pelo economista e jornalista francês Claude Frédéric Bastiat, tendo destaque em seu Magnum opus “A Lei”, publicado em 1850.
Ao longo dos seis breves anos em que atuou como escritor e político (1844-1850), Bastiat publicou diversas cartas, panfletos, artigos e livros, onde apresenta sua visão do Estado como uma máquina propositalmente projetada para perpetuar a espoliação, tirando a propriedade de algumas pessoas sem seu consentimento e as transferindo para outras pessoas. O termo usado por Bastiat com mais frequência para descrever tais ações do Estado é “la spoliation” (a espoliação), porém encontramos também “parasite” (parasita), “viol” (estupro), “vol” (roubo), e “pillage” (saques ou pilhagem).

## Como identificar a Espoliação Legal
Segundo Bastiat, para se identificar uma espoliação basta se atentar ao seu significado e observar se, através da lei, o Estado tira de algumas pessoas aquilo que lhes pertence e dá a outras o que não lhes pertence. Ao identificar uma lei com esta característica, Bastiat sugere que a mesma seja revogada imediatamente, a fim de que tal prática não se difunda, multiplique e se torne sistemática.

Ao se buscar revogar uma lei que supostamente promova a espoliação tem-se outra forma de identificar se esta é, de fato, uma espoliação legal. Dada a possibilidade de sua revogação, aquele que se beneficia desta lei em detrimento de outros indivíduos invocará e justificará os “direitos adquiridos”:
“Dirá que o estado deve proteger e encorajar sua indústria particular e alegará que é importante que o estado o enriqueça, porque, sendo rico, gastará mais e poderá pagar maiores salários ao trabalhador pobre.”

## Exemplos de Espoliação Legal
Apesar de Bastiat ter vivido apenas na primeira metade do século XIX, suas observações sobre a atuação do Estado são ainda atuais, inclusive na forma como perpetua a espoliação através da lei.
Em sua obra, A Lei, Bastiat apresenta diversas formas em que a espoliação legal se dá na prática. Além do referido “direito adquirido”, Bastiat elenca, dentre outras possíveis, as seguintes: tarifas, benefícios, subvenções, incentivos, imposto progressivo, instrução gratuita, garantia de empregos, de lucros, de salário mínimo, de previdência social, de instrumentos de trabalho, e gratuidade de crédito.
Como sistema político-econômicos onde a espoliação legal é predominante, Bastiat ainda especifica o protecionismo, o comunismo e o socialismo. No primeiro, destacando-se a característica de ser a espoliação mais visível e que, por este motivo, dificilmente se perpetua. No segundo, destaca-se a espoliação universal, onde todos espoliam e todos. No terceiro, a vaguidade, onde a espoliação por mais que sistêmica, não é tão concentrada quanto no protecionismo nem tão difusa quanto no comunismo.

## Popularidade da ideia de Espoliação Legal
Por mais que a ideia de espoliação legal, aos olhos de Bastiat, seja absurda, devido sua profunda incoerência com a função da lei, uma vez que lei é força, devendo ser usada para combater injustiças, ainda assim foi e tem sido praticada em diversas sociedades.

Segundo o autor, isto se dá devido à sedutora ideia de que não basta a lei ser justa, esta deve também ser filantrópica e promover a fraternidade:
“Não se julga suficiente que a lei garanta a cada cidadão o livre e inofensivo uso de suas faculdades para o seu próprio desenvolvimento físico, intelectual e moral. Exige-se, ao contrário, que espalhe diretamente sobre a nação o bem-estar, a educação e a moralidade.”

## Espoliação Legal como forma de fraternidade forçada
Uma vez que a lei, para Bastiat, é a organização coletiva do direito individual de legítima defesa, baseado nos direitos naturais de preservação da própria pessoa, sua liberdade e propriedade, sua única função prática é a organização da justiça.

Esta organização se dá não de maneira positiva, mas sim negativa. Ao invés de se promover a justiça, a única atuação possível é combater a injustiça:
"A lei e a força realizam uma missão cuja inocuidade é evidente, a utilidade palpável e a legitimidade indiscutível. Isto é tão verdadeiro que um de meus amigos me fez observar que a finalidade da lei é fazer reinar a justiça, o que, a rigor, não é bem exato. Seria melhor dizer-se que a finalidade da lei é impedir a injustiça de reinar. Com efeito, não é a justiça que tem uma existência própria, mas a injustiça. Uma resulta da ausência da outra." 
Quando a promoção de justiça, que só pode ser feita no combate a injustiça, é confundida com a promoção de um mundo mais justo através da “falsa filantropia”, também denominada “fraternidade forçada”, a liberdade passa a ser legalmente destruída e, em consequência, a justiça legalmente pisada.
Tendo em vista que para Bastiat, a espoliação nada mais é do que a ideia oposta à ideia de propriedade, seja salários, terras, dinheiro ou qualquer outra coisa, a “fraternidade forçada” só é possível ao se negligenciar o direito natural à propriedade privada dos indivíduos, contrariando toda a noção do que justo ou injusto, passando a se permitir por lei a espoliação de um ou mais indivíduos inocentes em benefício de outros.

## Consequências da perpetuação da Espoliação Legal
Segundo Bastiat, quando a espoliação se dá pelas vias legais, acaba por ser maior e pior do ponto de vista social, do que se fosse à margem da lei, sobretudo pelas suas consequências.

A primeira delas e, provavelmente, a mais substancial é o fato de que as pessoas de uma sociedade em que a espoliação legal é predominante acabam por perder a noção do justo e do injusto. Muitas vezes colocando os indivíduos em situação perturbadora, como apresenta o próprio autor:
“Quando a lei e a moral estão em contradição, o cidadão se acha na cruel alternativa de perder a noção de moral ou de perder o respeito à lei, duas infelicidades tão grandes tanto uma quanto a outra e entre as quais é difícil escolher.”
Um fato que evidentemente frustra o economista francês é que muitos povos, ao perceberem que as classes que fazem as leis são beneficiadas através da espoliação, ao invés de buscarem extirpar a injustiça sistêmica, buscam generalizá-la. Desta forma, ao invés de se preservar a justiça e a boa relação entre os concidadãos, promove-se o conflito:
“Enquanto se admitiu que a lei possa ser desviada de seu propósito, que ela pode violar os direitos de propriedade em vez de garanti-los, então qualquer pessoa quererá participar fazendo leis, seja para proteger-se a si próprio contra a espoliação, seja para espoliar os outros. As questões políticas serão sempre prejudiciais, dominadoras e absorverão tudo. Haverá luta às portas da assembleia legislativa e também luta, não menos violenta, no seu interior.”

## Espoliação Legal por outros autores
Alguns outros autores em diferentes épocas tratam da espoliação legal usando termos de mais fácil compreensão, sendo a definição mais comum e atual: “impostos”.
Murray N. Rothbard discorre sobre o mesmo assunto, em seu livro Ética da Liberdade. Para Rothbard, somente o Estado (com exceção dos ladrões) obtém receita através da coerção, e sob ameaça de penalizar aqueles que não disponibilizarem a renda ou propriedade requisitada. Esta coerção para o autor é o que conhecemos como "taxação", "imposto", ou "tributo". 
“Se, então, o imposto é compulsório e, portanto indissociável de roubo, logo o estado, que subsiste pelos impostos, é uma enorme organização criminosa muito mais impiedosa e bem sucedida do que qualquer máfia "privada" da história.  Além disto, ele deveria ser considerado criminoso não apenas de acordo com a teoria de direitos de propriedade e de crime mostrada neste livro, mas mesmo de acordo com o entendimento comum da humanidade, que sempre considera que o roubo é um crime.”
Para Hans-Hermann Hoppe, ainda mais atual:
“Impostos nunca são, em qualquer nível de tributação, consistentes com a liberdade individual e com os direitos de propriedade.  Impostos são pura e simplesmente um roubo, um assalto.”
Para Hoppe, “tributar é um ato de roubar e extorquir; ato esse por meio do qual um seguimento da população, a classe dominante ligada ao estado, enriquece a si própria à custa da classe restante, os dominados.”
Para Juan Ramón Rallo o “esbulho alheio” é o pilar do governo. Para ele, que estudou as origens da tributação, o governo nasceu da extorsão, de bases espoliativas, pois os fazendeiros eram obrigados a pagar um "arrego" para o governo, do contrário, eram assassinados. Demonstrando que a criação de riqueza é anterior a tributação, e a função precípua do governo de proteção, vem somente após a prévia criação de riqueza, que em nenhum momento dependeu do governo para acontecer.
Já Lysander Spooner, um dos precursores do anarcocapitalismo, diz que “todos os impostos cobrados sobre a propriedade de um homem para o sustento do governo, sem seu consentimento, são um mero roubo, uma violação do direito natural à propriedade.”